# Дъсти Спрингфийлд
Мери Исобел Катрин Бернадет О'Брайън (на английски: Mary Isobel Catherine Bernadette O'Brien), известна с професионалното си прозвище Дъсти Спрингфийлд (Dusty Springfield) и наричана Бялата кралица на соула (The White Queen of Soul), е британска поп и соул певица, чиято кариера продължава от края на 1950-те до 1990-те години.
Има особен, прочувствен глас, който ѝ помага да се нареди сред най-важните певци на уайт соула. Когато е на върха на славата си, тя е една от британските музикални изпълнителки с най-висок комерсиален успех. 18 от нейните сингли попадат в Билборд Хот 100 в периода 1964 – 1970. Отредено ѝ е място в Залата на славата на рокендрола и в Британската музикална зала на славата. Някои международни анкети определят Спрингфийлд като една от най-великите рок изпълнителки за всички времена. Имиджът ѝ се гради от коафюра в перхидролено рус цвят, вечерни рокли и натруфен грим. Всичко това я въздига в икона на 60-те.
През март 1999 г., малко преди смъртта си, е удостоена със званието офицер на Ордена на Британската империя за приноса си към популярната музика.

## Биография и ранна кариера
Ражда се в Западен Хемпстид, Лондон, в семейство, което обича музиката и се научава да пее сама вкъщи. Прякора си Дъсти (от английски: dusty –  прашен, прашна), който по-късно става неин артистичен псевдоним, получава като дете, играейки футбол на улицата с момчетата.
През 1958 г. се включва в първата си професионална група, Лана Систърс, от която е част в периода от 1958 до 1960 г. От 1960 до 1963 г. е в триото за фолк и поп музика Спрингфийлдс, в което участие взима и брат ѝ Том Спрингфийлд. Отива на турне в Щатите в началото на 60-те и там започва да се интересува от соул музиката, която оказва сериозно въздействие върху бъдещия ѝ живот и кариера. Спрингфийлдс постигат умерен успех с песни като Island of Dreams, Bambino и Silver Threads And Golden Needles (хит №16 на американското кънтри). Недостатъкът на тази група е, че затормозява Дъсти само в една посока, а тя желае да пее по-широк кръг от песни. Така през 1963 г. тя решава да прави кариера като соло изпълнител.

## Солова кариера
Дъсти Спрингфийлд стартира самостоятелната си кариера през 1963 г., когато се появява енергичният поп хит I Only Want to Be with You. Дебютният ѝ албум A Girl Called Dusty излиза през 1964 година и поставя началото на съвместната ѝ работа с популярни автори на песни, като Бърт Бакарак, Хал Дейвид, Джери Гофин и Керъл Кинг.
Следват хитовете Wishin' and Hopin' (1964), I Just Don't Know What to Do with Myself (1964), You Don't Have to Say You Love Me (1966), и Son of a Preacher Man (1968).
Спрингфийлд изпитва сантименти към американската популярна музика и от 1965 г. представя слабо известни соул певци на британската публика, главно музиканти на договор с Мотаун. Никога не е считана за представител на северния соул, но творбите ѝ допринасят значително за развитието на този жанр.
Отчасти покрай този принос след година тя се превръща в най-касовата певица в света и застава начело на ред анкети за популярност, а също и печели наградата „Най-добър международен вокал“ на Мелъди Мейкър. Тя е първият британски певец, който печели в избора на читателите на Ню Мюзикъл Експрес за „Най-добра певица“.
За да подкрепи достоверността си на соул певица, Спрингфийлд се мести в Мемфис, щата Тенеси, за да запише Dusty In Memphis. Това е албум, състоящ се от поп и соул музика, който е подготвен от персонала на Атлантик Рекърдс. Излиза през 1969 г. и първоначално не печели вниманието на публиката и критиците. С продажба на едва 100 000 копия албумът се задържа на 99-о място в класацията за албуми на Билборд, а кариерата на Спрингфийлд бележи упадък. През 2001 г. албумът постъпва в Залата на славата на грамитата, а Ролинг Стоун, допитване на работещи изпълнители с Ви Ейч Уан, читателите на Ню Мюзикъл Експрес и зрителите на Канал 4 за един от най-великите албуми на всички времена.
През 1987 г. певицата се завръща в класациите със съвместен проект с Пет Шоп Бойс. През 1987 г. тя приема покана на групата за участие в дует с вокалиста им Нийл Тенант, който е почитател на албума ѝ Dusty in Memphis. Съвместната им песен What Have I Done to Deserve This? достига второ място в класациите в САЩ и Великобритания и е включена в албума на Пет Шоп Бойс Actually, както и в компилационни албуми с най-великите хитове съответно на Пет Шоп Бойс и на Дъсти Спрингфийлд.
Две години след това тя записва самостоятелно още два британски хита: Nothing Has Been Proved и In Private. В средата на 90-те интересът към Спрингфийлд е възроден, след като Son of a Preacher Man е включен в саундтрака на Криминале на Куентин Тарантино.

## Избрана дискография
- A Girl Called Dusty (1964)
- Ev'rything's Coming Up Dusty (1965)
- Dusty... Definitely (1968)
- Dusty in Memphis (1969)
- Cameo (1973)
- It Begins Again (1978)
- White Heat (1982)
- Reputation (1990)
- A Very Fine Love (1995)